# Décathlon aux championnats du monde d'athlétisme 2011
Navigation
Berlin 2009 Moscou 2013
Le concours du décathlon des championnats du monde de 2011 s'est déroulé les 27 et 28 août 2011 dans le stade de Daegu en Corée du Sud. il est remporté par l'Américain Trey Hardee.

## Records et performances

### Records
Les records du décathlon (mondial, des championnats et par continent) étaient avant les championnats 2011 les suivants.
| Record                    | Athlète        | Pays       | Points       | Lieu         | Date              |
| ------------------------- | -------------- | ---------- | ------------ | ------------ | ----------------- |
| Record du monde           | Roman Šebrle   | Tchéquie   | 9 026 points | Götzis       | 27 mai 2001       |
| Record des championnats   | Tomáš Dvořák   | Tchéquie   | 8 902 points | Edmonton     | 7 août 2001       |
| Record d'Afrique          | Larbi Bouraada | Algérie    | 8 302 points | Ratingen     | 17 juillet 2011   |
| Record d'Asie             | Dmitriy Karpov | Kazakhstan | 8 725 points | Athènes      | 24 août 2004      |
| Record d'Amérique du Nord | Dan O'Brien    | États-Unis | 8 891 points | Talence      | 5 septembre 1992  |
| Record d'Amérique du Sud  | Tito Steiner   | Argentine  | 8 291 points | Provo        | 23 juin 1983      |
| Record d'Europe           | Roman Šebrle   | Tchéquie   | 9 026 points | Götzis       | 27 mai 2001       |
| Record d'Océanie          | Jagan Hames    | Australie  | 8 490 points | Kuala Lumpur | 18 septembre 1998 |

### Meilleures performances de l'année 2011
Les dix décathloniens avec le plus de points de l'année sont, avant les championnats (au 21 août 2011), les suivants. Parmi ces 10 figurent 2 Américains, 2 Cubains, un Estonien, un Russe, un Letton, un Néerlandais, un Algérien et un Allemand.
| 1  | Ashton Eaton       | États-Unis | 8 729 points | 24 juin 2011    |
| 2  | Trey Hardee        | États-Unis | 8 689 points | 29 mai 2011     |
| 3  | Leonel Suárez      | Cuba       | 8 440 points | 29 mai 2011     |
| 4  | Mikk Pahapill      | Estonie    | 8 398 points | 29 mai 2011     |
| 5  | Yordani García     | Cuba       | 8 397 points | 6 mai 2011      |
| 6  | Aleksey Drozdov    | Russie     | 8 334 points | 10 juin 2011    |
| 7  | Edgars Erinš       | Lettonie   | 8 312 points | 4 juin 2011     |
| 8  | Eelco Sintnicolaas | Pays-Bas   | 8 304 points | 10 juin 2011    |
| 9  | Larbi Bouraada     | Algérie    | 8 302 points | 17 juillet 2011 |
| 10 | Jan Felix Knobel   | Allemagne  | 8 288 points | 29 mai 2011     |

## Engagés
Pour se qualifier, il faut avoir réalisé au moins 8 200 points (minimum A) ou 8 000 points (minimum B) entre le 15 octobre 2010 et le 15 août 2011.

## Médaillés
| Or                | Argent             | Bronze              |
| Trey Hardee (USA) | Ashton Eaton (USA) | Leonel Suárez (CUB) |

## Meilleures performances par épreuves
Lors des championnats du monde précédents, voici les meilleures performances réalisées lors des décathlons :
| Discipline        | Performance   | Athlète          | Nationalité        | Année |
| ----------------- | ------------- | ---------------- | ------------------ | ----- |
| 100 m             | 10 s 34       | Chris Huffins    | États-Unis         | 1995  |
| Saut en longueur  | 8,07 m        | Tomáš Dvořák     | Tchéquie           | 2001  |
| Lancer du poids   | 17,54 m       | Michael Smith    | Canada             | 1997  |
| Saut en hauteur   | 2,25 m        | Christian Schenk | Allemagne de l'Est | 1987  |
| 400 m             | 46 s 21       | Dean Macey       | Royaume-Uni        | 2001  |
| Première journée  | 4 638 points  | Dean Macey       | Royaume-Uni        | 2001  |
| 110 m haies       | 13 s 55       | Frank Busemann   | Allemagne          | 1997  |
| Lancer du disque  | 53,68 m       | Bryan Clay       | États-Unis         | 2005  |
| Saut à la perche  | 5,50 m        | Sébastien Levicq | France             | 1999  |
| Lancer du javelot | 72,00 m       | Bryan Clay       | États-Unis         | 2005  |
| 1 500 m           | 4 min 11 s 82 | Beat Gähwiler    | Suisse             | 1991  |

## Résultats
À l'issue du premier jour c'est le favori Ashton Eaton (USA) qui est en tête avec 4 446 points devant son compatriote Trey Hardee à 4 393 points. Mais les suivants se succèdent avec peu d'écart : Oleksiy Kasyanov (UKR) 4 310, le surprenant Thomas van der Plaetsen (BEL) 4 280, Mihail Dudaš (SRB) 4 274, Aleksey Drozdov (RUS) 4 257, Leonel Suárez (CUB) 4 202, Larbi Bouraada (ALG) 4 185, Damian Warner (CAN) 4 173, Jan Felix Knobel (GER) 4 169, Eelco Sintnicolaas (NED) 	4 166, Andres Raja (EST) 4 157, Roman Šebrle (CZE) 	4 105, Willem Coertzen (RSA) 4 099, Darius Draudvila (LTU) 4 076, Romain Barras (FRA) 	4 062, Luiz Alberto de Araújo (BRA) 4 055, Brent Newdick (NZL) 	4 046, Yordani García (CUB) 	4 043, Maurice Smith (JAM) 	4 034, Mikk Pahapill (EST) 	4 023, Pascal Behrenbruch (GER) 4 021, qui peuvent tous espérer terminer finalistes.
La victoire finale de Trey Hardee sur Ashton Eaton est remportée avec le plus petit score jamais obtenu pour remporter des championnats du monde. Deux seuls records significatifs sont obtenus, celui de Mihail Dudas et celui du Coréen Kim Kun-woo.

### Résultats finaux
| Rang               | Athlète                 | Nationalité      | Points | Notes |
| ------------------ | ----------------------- | ---------------- | ------ | ----- |
| Médaille d'or      | Trey Hardee             | États-Unis       | 8 607  |       |
| Médaille d'argent  | Ashton Eaton            | États-Unis       | 8 505  |       |
| Médaille de bronze | Leonel Suárez           | Cuba             | 8 501  | SB    |
| 4                  | Aleksey Drozdov         | Russie           | 8 313  |       |
| 5                  | Eelco Sintnicolaas      | Pays-Bas         | 8 298  |       |
| 6                  | Mihail Dudaš            | Serbie           | 8 256  | NR    |
| 7                  | Pascal Behrenbruch      | Allemagne        | 8 211  |       |
| 8                  | Jan Felix Knobel        | Allemagne        | 8 200  |       |
| 9                  | Mikk Pahapill           | Estonie          | 8 164  |       |
| 10                 | Larbi Bouraada          | Algérie          | 8 158  |       |
| 11                 | Romain Barras           | France           | 8 134  | SB    |
| 12                 | Oleksiy Kasyanov        | Ukraine          | 8 132  |       |
| 13                 | Roman Šebrle            | Tchéquie         | 8 069  |       |
| 13                 | Thomas van der Plaetsen | Belgique         | 8 069  |       |
| 15                 | Andres Raja             | Estonie          | 7 982  |       |
| 16                 | Luiz Alberto de Araújo  | Brésil           | 7 902  |       |
| 17                 | Kim Kun-woo             | Corée du Sud     | 7 860  | NR    |
| 18                 | Damian Warner           | Canada           | 7 832  |       |
| 19                 | Brent Newdick           | Nouvelle-Zélande | 7 761  |       |
| 20                 | Keisuke Ushiro          | Japon            | 7 639  |       |
| 21                 | Dmitriy Karpov          | Kazakhstan       | 7 550  |       |
| 22                 | Ryan Harlan             | États-Unis       | 6 761  |       |
| -                  | Maurice Smith           | Jamaïque         | DNF    |       |
| -                  | Jamie Adjetey-Nelson    | Canada           | DNF    |       |
| -                  | Darius Draudvila        | Lituanie         | DNF    |       |
| -                  | Ingmar Vos              | Pays-Bas         | DNF    |       |
| -                  | Yordani García          | Cuba             | DNF    |       |
| -                  | Hadi Sepehrzad          | Iran             | DNF    |       |
| -                  | Rico Freimuth           | Allemagne        | DNF    |       |
| -                  | Willem Coertzen         | Afrique du Sud   | DNF    |       |

### Résultats par discipline
| Rang | Séries | Athlète                | Nationalité | Temps   | Points | Notes |
| ---- | ------ | ---------------------- | ----------- | ------- | ------ | ----- |
| 1    | 1      | Ashton Eaton           | États-Unis  | 10 s 46 | 985    |       |
| 2    | 1      | Trey Hardee            | États-Unis  | 10 s 55 | 963    |       |
| 3    | 1      | Damian Warner          | Canada      | 10 s 56 | 961    |       |
| 4    | 1      | Luiz Alberto de Araújo | Brésil      | 10 s 71 | 926    | SB    |
| 5    | 1      | Oleksiy Kasyanov       | Ukraine     | 10 s 75 | 917    | SB    |
| 6    | 2      | Eelco Sintnicolaas     | Pays-Bas    | 10 s 76 | 915    | SB    |
| 7    | 1      | Mihail Dudaš           | Serbie      | 10 s 81 | 903    |       |
| 8    | 1      | Ingmar Vos             | Pays-Bas    | 10 s 82 | 901    | SB    |

| Rang | Groupe | Athlète                 | Nationalité | Résultats | Points | Notes |
| ---- | ------ | ----------------------- | ----------- | --------- | ------ | ----- |
| 1    | A      | Thomas van der Plaetsen | Belgique    | 7,79 m    | 1007   | PB    |
| 2    | A      | Oleksiy Kasyanov        | Ukraine     | 7,59 m    | 957    | SB    |
| 3    | A      | Ashton Eaton            | États-Unis  | 7,46 m    | 925    |       |
| 4    | A      | Aleksey Drozdov         | Russie      | 7,45 m    | 922    | SB    |
| 5    | A      | Trey Hardee             | États-Unis  | 7,45 m    | 922    |       |
| 6    | B      | Larbi Bouraada          | Algérie     | 7,42 m    | 915    | SB    |
| 7    | A      | Mihail Dudaš            | Serbie      | 7,41 m    | 913    |       |
| 8    | A      | Ingmar Vos              | Pays-Bas    | 7,41 m    | 913    |       |

| Rang | Groupe | Athlète            | Nationalité | Résultats | Points | Notes |
| ---- | ------ | ------------------ | ----------- | --------- | ------ | ----- |
| 1    | A      | Ryan Harlan        | États-Unis  | 16,49 m   | 882    |       |
| 2    | A      | Aleksey Drozdov    | Russie      | 16,17 m   | 862    |       |
| 3    | A      | Jan Felix Knobel   | Allemagne   | 16,06 m   | 855    | PB    |
| 4    | A      | Pascal Behrenbruch | Allemagne   | 16,01 m   | 852    |       |
| 5    | A      | Dmitriy Karpov     | Kazakhstan  | 15,69 m   | 832    |       |
| 6    | A      | Hadi Sepehrzad     | Iran        | 15,65 m   | 830    |       |
| 7    | A      | Roman Šebrle       | Tchéquie    | 15,20 m   | 802    |       |
| 8    | A      | Maurice Smith      | Jamaïque    | 15,15 m   | 799    |       |

| Rang | Groupe | Athlète                 | Nationalité    | Résultats | Points | Notes |
| ---- | ------ | ----------------------- | -------------- | --------- | ------ | ----- |
| 1    | A      | Thomas van der Plaetsen | Belgique       | 2,17 m    | 963    | PB    |
| 2    | A      | Aleksey Drozdov         | Russie         | 2,14 m    | 934    | SB    |
| 3    | A      | Leonel Suárez           | Cuba           | 2,05 m    | 850    |       |
| 4    | A      | Roman Šebrle            | Tchéquie       | 2,05 m    | 850    |       |
| 5    | A      | Ryan Harlan             | États-Unis     | 2,02 m    | 822    |       |
| 6    | A      | Yordani García          | Cuba           | 2,02 m    | 822    |       |
| 7    | A      | Mikk Pahapill           | Estonie        | 2,02 m    | 822    |       |
| 7    | A      | Willem Coertzen         | Afrique du Sud | 2,02 m    | 822    |       |
| 7    | A      | Mihail Dudaš            | Serbie         | 2,02 m    | 822    | SB    |
| 7    | A      | Ashton Eaton            | États-Unis     | 2,02 m    | 822    |       |

| Rang | Séries | Athlète                | Nationalité | Temps   | Points | Notes |
| ---- | ------ | ---------------------- | ----------- | ------- | ------ | ----- |
| 1    | 1      | Ashton Eaton           | États-Unis  | 46 s 99 | 959    |       |
| 2    | 1      | Larbi Bouraada         | Algérie     | 47 s 34 | 941    | SB    |
| 3    | 1      | Mihail Dudaš           | Serbie      | 47 s 73 | 922    |       |
| 4    | 2      | Eelco Sintnicolaas     | Pays-Bas    | 48 s 35 | 892    | SB    |
| 5    | 1      | Trey Hardee            | États-Unis  | 48 s 37 | 891    |       |
| 6    | 1      | Oleksiy Kasyanov       | Ukraine     | 48 s 46 | 887    |       |
| 7    | 2      | Luiz Alberto de Araújo | Brésil      | 48 s 48 | 886    | PB    |
| 8    | 2      | Leonel Suárez          | Cuba        | 49 s 17 | 853    |       |

| Rang | Séries | Athlète                | Nationalité | Temps   | Points | Notes |
| ---- | ------ | ---------------------- | ----------- | ------- | ------ | ----- |
| 1    | 1      | Ashton Eaton           | États-Unis  | 13 s 85 | 994    |       |
| 2    | 1      | Trey Hardee            | États-Unis  | 13 s 97 | 978    |       |
| 3    | 1      | Andres Raja            | Estonie     | 14 s 04 | 969    |       |
| 4    | 1      | Damian Warner          | Canada      | 14 s 19 | 950    |       |
| 5    | 2      | Luiz Alberto de Araújo | Brésil      | 14 s 25 | 942    | SB    |
| 6    | 2      | Leonel Suárez          | Cuba        | 14 s 29 | 937    | SB    |
| 7    | 3      | Pascal Behrenbruch     | Allemagne   | 14 s 33 | 932    | SB    |
| 8    | 2      | Romain Barras          | France      | 14 s 37 | 927    |       |

| Rang | Groupe | Athlète            | Nationalité | Résultats | Points | Notes |
| ---- | ------ | ------------------ | ----------- | --------- | ------ | ----- |
| 1    | A      | Aleksey Drozdov    | Russie      | 50,29 m   | 876    |       |
| 2    | A      | Hadi Sepehrzad     | Iran        | 50,06 m   | 872    |       |
| 3    | A      | Trey Hardee        | États-Unis  | 49,89 m   | 868    | SB    |
| 4    | A      | Pascal Behrenbruch | Allemagne   | 48,56 m   | 840    | SB    |
| 5    | A      | Jan Felix Knobel   | Allemagne   | 47,93 m   | 827    | PB    |
| 6    | A      | Mikk Pahapill      | Estonie     | 47,16 m   | 811    |       |
| 7    | A      | Dmitriy Karpov     | Kazakhstan  | 47,10 m   | 810    |       |
| 8    | A      | Roman Šebrle       | Tchéquie    | 46,93 m   | 807    |       |

| Rang | Groupe | Athlète                 | Nationalité  | Résultats | Points | Notes |
| ---- | ------ | ----------------------- | ------------ | --------- | ------ | ----- |
| 1    | A      | Eelco Sintnicolaas      | Pays-Bas     | 5,20 m    | 972    |       |
| 2    | A      | Thomas van der Plaetsen | Belgique     | 5,10 m    | 941    |       |
| 3    | A      | Aleksey Drozdov         | Russie       | 5,00 m    | 910    |       |
| 4    | A      | Leonel Suárez           | Cuba         | 5,00 m    | 910    | PB    |
| 5    | B      | Romain Barras           | France       | 5,00 m    | 910    | SB    |
| 6    | B      | Kim Kun-woo             | Corée du Sud | 4,90 m    | 880    | PB    |
| 7    | B      | Mihail Dudaš            | Serbie       | 4,90 m    | 880    | PB    |
| 8    | B      | Pascal Behrenbruch      | Allemagne    | 4,90 m    | 880    | PB    |

| Rang | Groupe | Athlète            | Nationalité | Résultats | Points | Notes |
| ---- | ------ | ------------------ | ----------- | --------- | ------ | ----- |
| 1    | A      | Leonel Suárez      | Cuba        | 69,12 m   | 876    |       |
| 2    | A      | Trey Hardee        | États-Unis  | 68,99 m   | 874    | PB    |
| 3    | A      | Jan Felix Knobel   | Allemagne   | 68,42 m   | 865    |       |
| 4    | A      | Keisuke Ushiro     | Japon       | 67,73 m   | 855    |       |
| 5    | B      | Roman Šebrle       | Tchéquie    | 67,28 m   | 848    |       |
| 6    | B      | Pascal Behrenbruch | Allemagne   | 66,50 m   | 836    |       |
| 7    | A      | Mikk Pahapill      | Estonie     | 66,40 m   | 835    |       |
| 8    | A      | Aleksey Drozdov    | Russie      | 64,80 m   | 810    | SB    |

| Rang | Séries | Athlète            | Nationalité  | Temps         | Points | Notes |
| ---- | ------ | ------------------ | ------------ | ------------- | ------ | ----- |
| 1    | 1      | Larbi Bouraada     | Algérie      | 4 min 14 s 97 | 846    | SB    |
| 2    | 1      | Kim Kun-woo        | Corée du Sud | 4 min 15 s 63 | 842    | SB    |
| 3    | 2      | Ashton Eaton       | États-Unis   | 4 min 18 s 94 | 819    | PB    |
| 4    | 2      | Leonel Suárez      | Cuba         | 4 min 24 s 16 | 783    | SB    |
| 5    | 2      | Eelco Sintnicolaas | Pays-Bas     | 4 min 25 s 40 | 775    |       |
| 6    | 2      | Mihail Dudaš       | Serbie       | 4 min 26 s 06 | 771    | SB    |
| 7    | 1      | Romain Barras      | France       | 4 min 29 s 19 | 750    |       |
| 8    | 1      | Oleksiy Kasyanov   | Ukraine      | 4 min 29 s 35 | 749    |       |

## Légende
Records et Performances
- AR : Record continental (area record)
- CR : Record des championnats (championship record)
- MR : Record du meeting (meet record)
- NR : Record national (national record)
- OR : Record olympique (olympic record)
- PR : Record paralympique (paralympic record)
- PB : Record personnel (personal best)
- SB : Meilleure performance personnelle de la saison (season's best)
- WL : Meilleure performance mondiale de l'année (world leader)
- WJR : Record du monde junior (world junior record)
- WR : Record du monde (world record)

Circonstances et Conditions
- DNF : N'a pas terminé (did not finish)
- DNS : N'a pas pris le départ (did not start)
- DQ : Disqualification (disqualification)
- NM : Aucun essai valable enregistré (No Mark)
- Q : Qualifié « directement » au prochain tour (ou à la prochaine compétition), lors d'une compétition majeure, grâce au classement ou à la réalisation des minima (automatic qualifier)
- q : Qualifié au prochain tour (ou à la prochaine compétition), lors d'une compétition majeure, grâce au repêchage ou à la réalisation de l'une des meilleures performances parmi celles des « non qualifiés directement » (grâce au meilleur temps ou à la meilleure distance par exemple) (secondary qualifier)